# Црквена порта у Вранићу
Црквена порта у Вранићу се налази у селу Вранић (градска општина Барајево). Издваја се по свом културно-историјском значају и представља својеврсан комплекс који чине црква брвнара (црква Св. четрдесет мученика) која датира с почетка 19. века и заштићена је као споменик културе од великог значаја, црква Св. Илије са звоником, грађена у другој половини 19. века, потом кућа породице Матић из прве половине 19. века са неколико помоћних објеката, надгробници, Парохијски дом у коме се налазе Спомен музеј, архив и црквена библиотека, и свештеничка кућа.
За развој садржаја овог јединственог комплекса међу најзаслужнијима је протојереј-ставрофор Радивоје Митровић, који је био свештеник у Вранићу од 1969. до 2009. године.

## Локација и објекти
Црквена порта у Вранићу се налази у центру села, на благо природно каскадираном платоу. Иако делује као спонтано настао комплекс, она се развијала по систему манастирских порти са функционалном поделом простора. Поред цркава из деветнаестог века и старог гробља у порти је изграђен парохијски дом и богата црквена ризница (спомен-музеј), а пренета је стара кућа породице Матић и неколико помоћних објеката.

### Црква брвнара - Црква Св. четрдесет мученика
Први објекат на овом терену, који се тада звао Црквени крај, била је црква брвнара, која је ту пренета пре 1810. године, са оближње ликације зване Окапина. Данас је то објекат који представља непокретно културно добро и споменик културе од великог значаја.

### Црква Св. Илије
Црква Светог Илије у Вранићу грађена је у другој половини 19. века, а освећена је 1888. године. До тада се богослужење вршило у старој цркви брвнари. Последњи свештеник у старој цркви био је Милош Јоксић. Његовом заслугом озидан је нови храм у коме је служио до своје смрти 1910. године.

### Парохијски дом и Спомен-музеј
У простору црквене порте такође се налазе и парохијски дом и спомен-музеј. Спомен-музеј је настао захваљујући вишедецнијском труду, знању и посвећености вранићког пароха Радивоја Митровића. У музеју се чувају вредни артефакти пронађени у околини Вранића, који датирају из различитих историјских периода, од неолита до средњег века. У другом делу музеја чувају се експонати из скорије прошлости: црквени мобилијар, иконе, богослужбене књиге и записи, старе народне ношње и предмети за свакодневну употребу. У истој згради налазе се архив и црквена библиотека.

### Кућа породице Матић
Кућа породице Матић из Вранића представља ретко очуван примерак шумадијске двоводне чатмаре из прве половине 19. века. Средином 20. века пренета је са оригиналне локације у црквену порту, како би се сачувала од рушења. На источној страни порте, уз ограду, поред куће породице Матић налази се и шест помоћних привредних објеката (два коша, две магазе и два млекара), који су пренети са различитих локација у Вранићу или из суседних села. Матића кућа је једина до данас идентификована устаничка кућа на београдском подручју из времена Првог српског устанка.

## Културно-историјски значај
Комплекс црквене порте у Вранићу са црквом брвнаром, Црквом Св. Илије, надгробним споменицима, кућом породице Матић и богатом збирком свештеника Радивоја Митровића данас представља немерљиво значајно споменичко наслеђе. Хронолошки, обликовно и примарно функционално разнородан комплекс, чини хомогену целину чије укупне вредности надилазе појединачна значења објеката. Такође, овај простор је и својеврстан приказ спроведених конзерваторских поступака који дају могућност да се читају методолошки концепти заступљени у различитим временским раздобљима службе заштите, праве анализе и компарације, односно поред културног представља и стручни, едукативни потенцијал.
Стручњаци Завода за заштиту споменика културе града Београда су, од оснивања давне 1960.године, препознали вредности тада постојећих објеката цркве брвнаре и Цркве Св Илије, водили археолошка ископавања, пројекте и радове за преношење објеката и реконструкцију цркве брвнаре, санацију оштећења на надгробним споменицима и новијој цркви, пројeкте за уређење порте и др.

## Галерија слика
- Музејски експонати
- Црквена библиотека
- Матића кућа - унутрашњост
- Вајат и магаза
- Кош
- Млекар - унутрашњост